# Sinoalaria nitida
Espèce
Synonymes
- Karstia prolata Zhao & Li, 2012

Sinoalaria nitida est une espèce d'araignées aranéomorphes de la famille des Theridiosomatidae.

## Distribution
Cette espèce est endémique du Guangxi en Chine,. Elle se rencontre dans le district de Jinchengjiang dans la grotte Shoushui.

## Description
La femelle holotype mesure 3,25 mm.

## Systématique et taxinomie
Cette espèce a été décrite sous le protonyme Karstia nitida par Zhao et Li en 2012. Elle est placée dans le genre Sinoalaria par Zhang, Feng, Yu et Lin en 2023.

## Publication originale
- Zhao & Li, 2012 : « Eleven new species of theridiosomatid spiders from southern China (Araneae, Theridiosomatidae). » ZooKeys, no 255, p. 1-48 (texte intégral).